# Desmodium wigginsii
Desmodium wigginsii är en ärtväxtart som beskrevs av Bernice Giduz Schubert. Desmodium wigginsii ingår i släktet Desmodium och familjen ärtväxter. Inga underarter finns listade i Catalogue of Life.